# Brisbane International 2018
Brisbane International 2018 , oficiálně Brisbane International presented by Suncorp 2018, byl společný tenisový turnaj mužského okruhu ATP World Tour a ženského okruhu WTA Tour, hraný v areálu Queenslandského tenisového centra na otevřených dvorcích s tvrdým povrchem Plexicushion. Konal se na úvod sezóny mezi 31. prosincem 2017 až 7. lednem 2018 v brisbaneském Tennysonu jako jubilejní desátý ročník turnaje.
Mužská polovina se řadila do kategorie ATP World Tour 250 a její dotace činila 528 910 amerických dolarů. Ženská část s rozpočtem 1 milion dolarů byla součástí kategorie WTA Premier Tournaments. Turnaj představoval první událost Australian Open Series s vrcholem v úvodním grandslamu roku, Australian Open.
Nejvýše nasazenými hráči v soutěžích dvouher se stali třetí hráč žebříčku a obhájce titulu Grigor Dimitrov z Bulharska a španělská světová dvojka Garbiñe Muguruzaová. Jako poslední přímí účastníci do dvouher nastoupili australský 80. tenista pořadí Matthew Ebden a 54. žena klasifikace Aleksandra Krunićová ze Srbska.
Na dvorce se plánoval vrátit bývalý první hráč světa Andy Murray, nehrající od Wimbledonu 2017, ovšem pro nedoléčené zranění se odhlásil. Obhájci singlových trofejí Grigor Dimitrov a Karolína Plíšková potvrdili účast 5. října 2017.
Čtvrtou singlovou trofej z okruhu ATP Tour si odvezl 22letý  Australan Nick Kyrgios, pro něhož to byl první titul na australské půdě. Jubilejní desátý triumf na túře WTA Tour vybojovala 23letá Ukrajinka Elina Svitolinová. Jedenáctou společnou trofej a druhou na Brisbane International si z mužské čtyřhry odvezl první světový finsko-australský pár Henri Kontinen a John Peers. Premiérový společný vavřín v ženském deblu na okruhu WTA Tour získala nizozemská dvojice Kiki Bertensová a Demi Schuursová.

## Rozdělení bodů a finančních odměn

### Rozdělení bodů
| Soutěž       | vítězové | finalisté | semifinalisté | čtvrtfinalisté | 16 v kole | 32 v kole | Q  | Q3 | Q2 | Q1 |
| ------------ | -------- | --------- | ------------- | -------------- | --------- | --------- | -- | -- | -- | -- |
| dvouhra mužů | 250      | 150       | 90            | 45             | 20        | 0         | 12 | 6  | 0  | 0  |
| čtyřhra mužů | 250      | 150       | 90            | 45             | 0         | —         | —  | —  | —  | —  |
| dvouhra žen  | 470      | 305       | 185           | 100            | 55        | 1         | 25 | 18 | 13 | 1  |
| čtyřhra žen  | 470      | 305       | 185           | 100            | 1         | —         | —  | —  | —  | —  |

### Finanční odměny
| Soutěž                           | vítězové | finalisté | semifinalisté | čtvrtfinalisté | 16 v kole | 32 v kole | Q3     | Q2     | Q1     |
| -------------------------------- | -------- | --------- | ------------- | -------------- | --------- | --------- | ------ | ------ | ------ |
| dvouhra mužů                     | $83 650  | $44 055   | $23 865       | $13 595        | $8 010    | $4 745    | $2 135 | $1 070 | —      |
| čtyřhra mužů                     | $25 410  | $13 360   | $7 240        | $4 140         | $2 430    | —         | —      | —      | —      |
| dvouhra žen                      | $190 732 | $101 475  | $54 200       | $23 265        | $12 477   | $6 813    | $3 560 | $1 890 | $1 050 |
| čtyřhra žen                      | $47 545  | $25 410   | $13 880       | $7 062         | $3 839    | —         | —      | —      | —      |
| ve čtyřhře uváděna částka na pár |          |           |               |                |           |           |        |        |        |

## Dvouhra mužů

### Nasazení
| Stát                             | Hráč              | ATP | Nasazení |
| -------------------------------- | ----------------- | --- | -------- |
| Bulharsko                        | Grigor Dimitrov   | 3.  | 1.       |
| Spojené království               | Andy Murray       | 16. | 2.       |
| Austrálie                        | Nick Kyrgios      | 21. | 3.       |
| Kanada                           | Milos Raonic      | 24. | 4.       |
| Lucembursko                      | Gilles Müller     | 25. | 5.       |
| Argentina                        | Diego Schwartzman | 26. | 6.       |
| Bosna a Hercegovina              | Damir Džumhur     | 30. | 7.       |
| Německo                          | Mischa Zverev     | 33. | 8.       |
| Žebříček ATP k 25. prosinci 2017 |                   |     |          |

### Jiné formy účasti
Následující hráčí obdrželi divokou kartu do hlavní soutěže:
- Alex De Minaur
- John Millman
- Jordan Thompson

Následující hráči postoupili z kvalifikace:
- Ernesto Escobedo
- Michael Mmoh
- Peter Polansky
- John-Patrick Smith

Následující hráč postoupil z kvalifikace jako tzv. šťastný poražený:
- Yannick Hanfmann

### Odhlášení
před zahájením turnaje
- Andy Murray → nahradil jej  Yannick Hanfmann
- Rafael Nadal  → nahradil jej  Matthew Ebden
- Kei Nišikori  → nahradil jej  Frances Tiafoe

## Mužská čtyřhra

### Nasazení
| Stát                                                                                      | Hráč              | Stát               | Hráč           | ATP | Nasazení |
| ----------------------------------------------------------------------------------------- | ----------------- | ------------------ | -------------- | --- | -------- |
| Finsko                                                                                    | Henri Kontinen    | Austrálie          | John Peers     | 7.  | 1.       |
| Brazílie                                                                                  | Marcelo Demoliner | Nový Zéland        | Michael Venus  | 49. | 2.       |
| Mexiko                                                                                    | Santiago González | Chile              | Julio Peralta  | 57. | 3.       |
| Nový Zéland                                                                               | Marcus Daniell    | Spojené království | Dominic Inglot | 88. | 4.       |
| Žebříček ATP k 25. prosinci 2017; číslo je součtem žebříčkového postavení obou členů páru |                   |                    |                |     |          |

### Jiné formy účasti
Následující pár obdržel divokou kartu do hlavní soutěže:
- Lleyton Hewitt /  Jordan Thompson

## Ženská dvouhra

### Nasazení
| Stát                             | Hráčka                 | WTA | Nasazení |
| -------------------------------- | ---------------------- | --- | -------- |
| Španělsko                        | Garbiñe Muguruzaová    | 2.  | 1.       |
| Česko                            | Karolína Plíšková      | 4.  | 2.       |
| Ukrajina                         | Elina Svitolinová      | 6.  | 3.       |
| Francie                          | Caroline Garciaová     | 8.  | 4.       |
| Spojené království               | Johanna Kontaová       | 9.  | 5.       |
| Francie                          | Kristina Mladenovicová | 11. | 6.       |
| Lotyšsko                         | Anastasija Sevastovová | 16. | 7.       |
| Austrálie                        | Ashleigh Bartyová      | 17. | 8.       |
| Žebříček WTA k 25. prosinci 2017 |                        |     |          |

### Jiné formy účasti
Následující hráčky obdržely divokou kartu do hlavní soutěže:
- Destanee Aiavová[15]
- Ajla Tomljanovićová[15]

Následující hráčky postoupily z kvalifikace:
- Kateryna Bondarenková
- Jennifer Bradyová
- Kaia Kanepiová
- Aljaksandra Sasnovičová

Následující hráčka postoupila z kvalifikace jako tzv. šťastná poražená:
- Heather Watsonová

### Odhlášení
před zahájením turnaje
- Petra Kvitová (viróza)[2] → nahradila ji  Heather Watsonová
- Magdaléna Rybáriková → nahradila ji  Catherine Bellisová
- Sloane Stephensová (poraněšní kolena) → nahradila ji  Ana Konjuhová
- Jelena Vesninová → nahradila ji  Tatjana Mariová

### Skrečovování
- Caroline Garciaová
- Garbiñe Muguruzaová
- Johanna Kontaová

## Ženská čtyřhra

### Nasazení
| Stát                                                                                       | Hráčka             | Stát      | Hráčka                         | WTA | Nasazení |
| ------------------------------------------------------------------------------------------ | ------------------ | --------- | ------------------------------ | --- | -------- |
| Čínská Tchaj-pej                                                                           | Latisha Chan       | Česko     | Andrea Sestini Hlaváčková      | 6.  | 1.       |
| Austrálie                                                                                  | Ashleigh Bartyová  | Austrálie | Casey Dellacquová              | 21. | 2.       |
| Kanada                                                                                     | Gabriela Dabrowská | Čína      | Sü I-fan                       | 34. | 3.       |
| Slovinsko                                                                                  | Andreja Klepačová  | Španělsko | María José Martínez Sánchezová | 48. | 4.       |
| Žebříček WTA k 27. prosinci 2017; číslo je součtem žebříčkového postavení obou členek páru |                    |           |                                |     |          |

### Jiné formy účasti
Následující páry obdržely divokou kartu:
- Priscilla Honová /  Ajla Tomljanovićová
- Madison Keysová /  Heather Watsonová

### Odhlášení
před zahájením turnaje
- Carla Suárezová Navarrová

## Přehled finále

### Mužská dvouhra
- Nick Kyrgios vs.  Ryan Harrison, 6–4, 6–2

### Ženská dvouhra
- Elina Svitolinová vs.  Aljaksandra Sasnovičová, 6–2, 6–1

### Mužská čtyřhra
- Henri Kontinen /  John Peers vs.  Leonardo Mayer /  Horacio Zeballos, 3–6, 6–3, [10–2]

### Ženská čtyřhra
- Kiki Bertensová /  Demi Schuursová vs.  Andreja Klepačová /  María José Martínezová Sánchezová, 7–5, 6–2